# Bần trắng
Bần trắng (danh pháp khoa học:Sonneratia alba) là một loài thực vật có hoa trong họ Lythraceae. Loài này được Sm. mô tả khoa học đầu tiên năm 1816.

## Hình ảnh

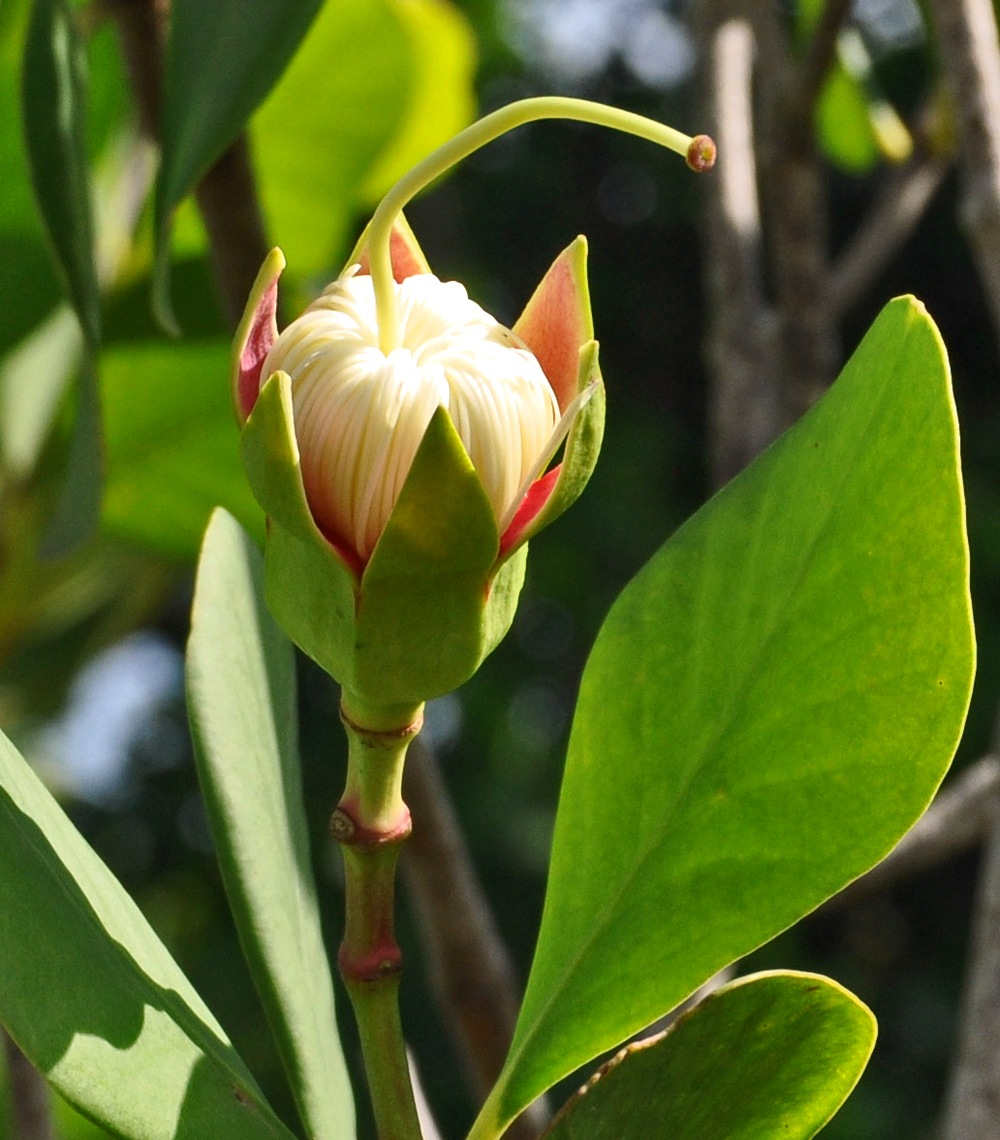
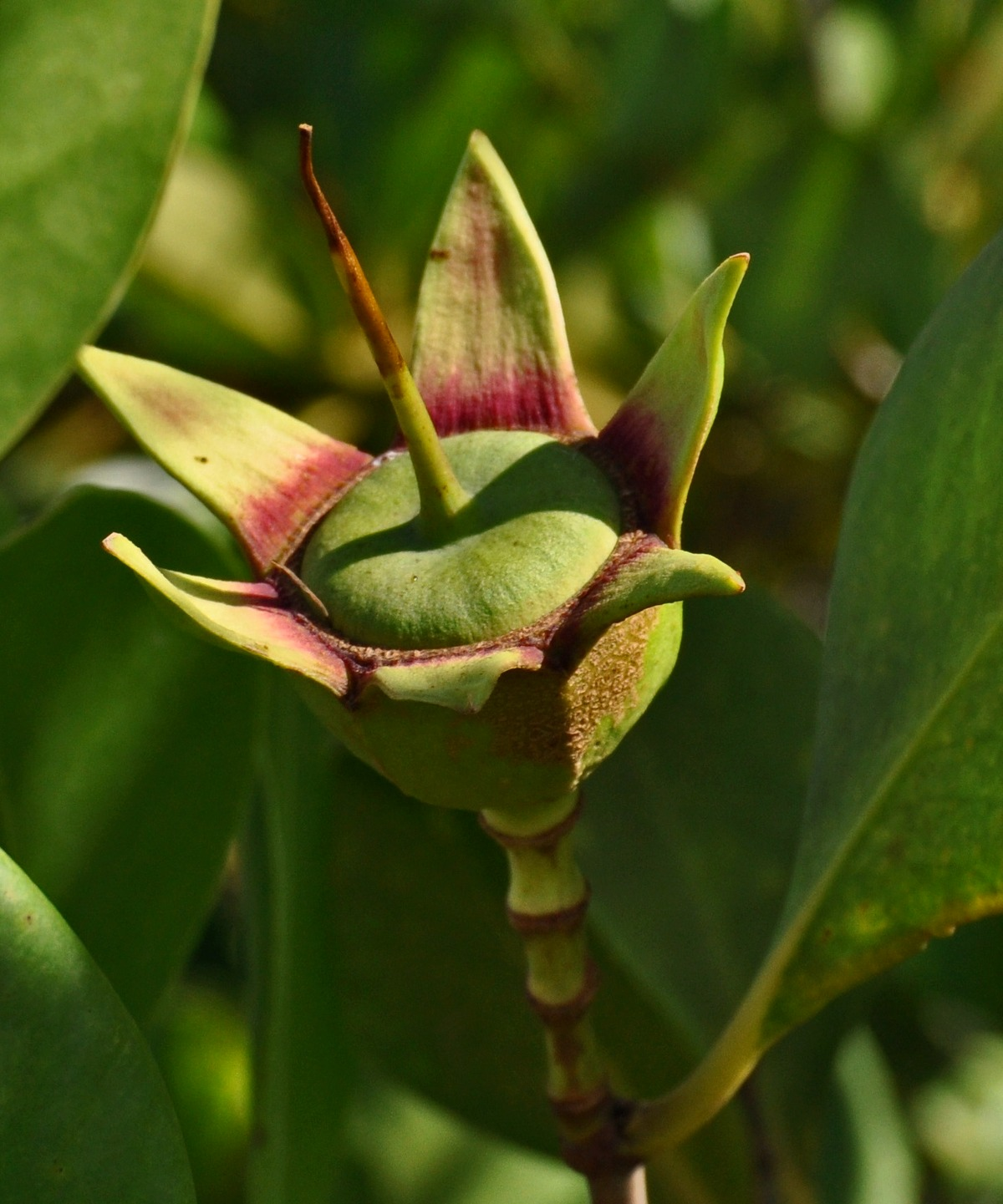
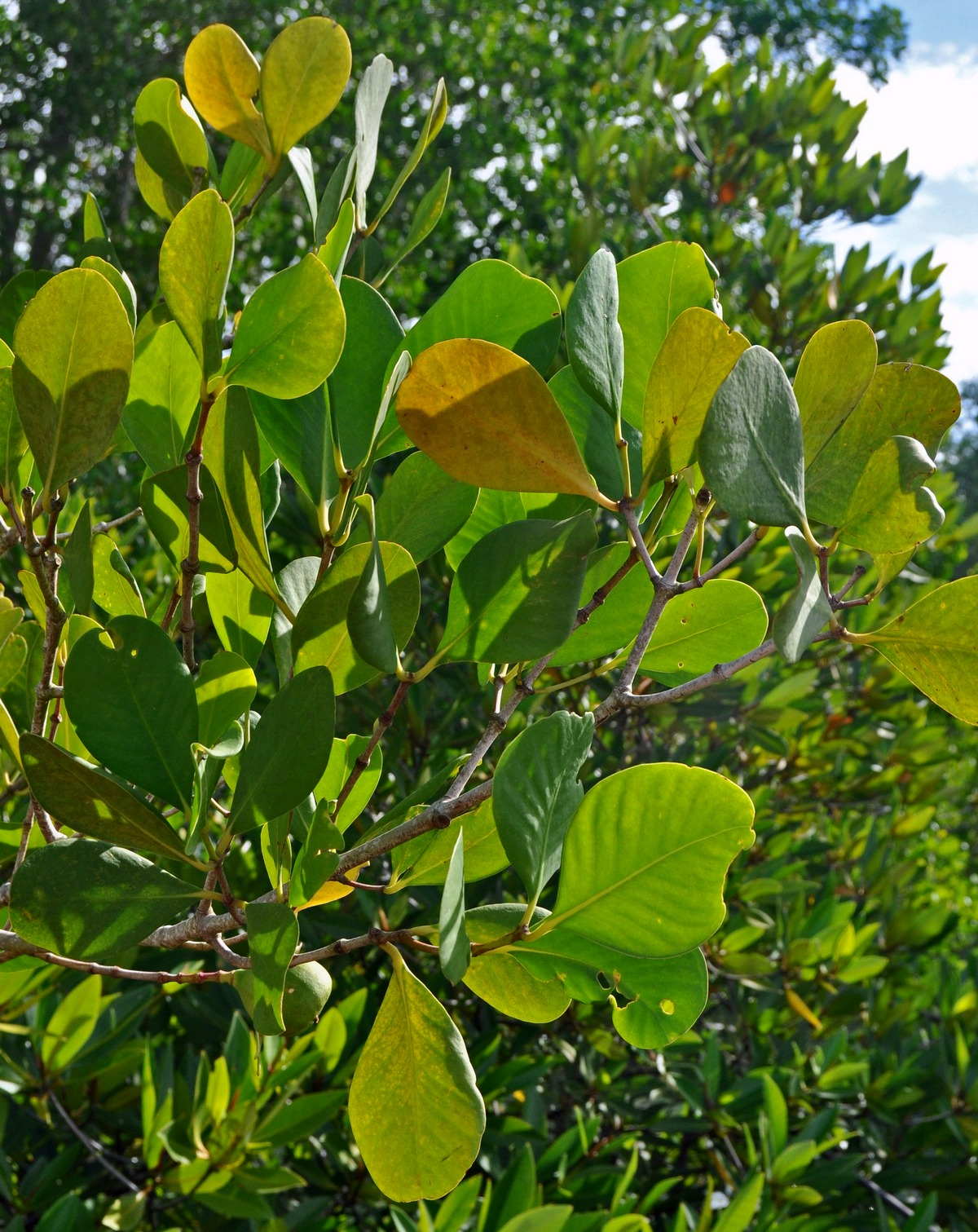
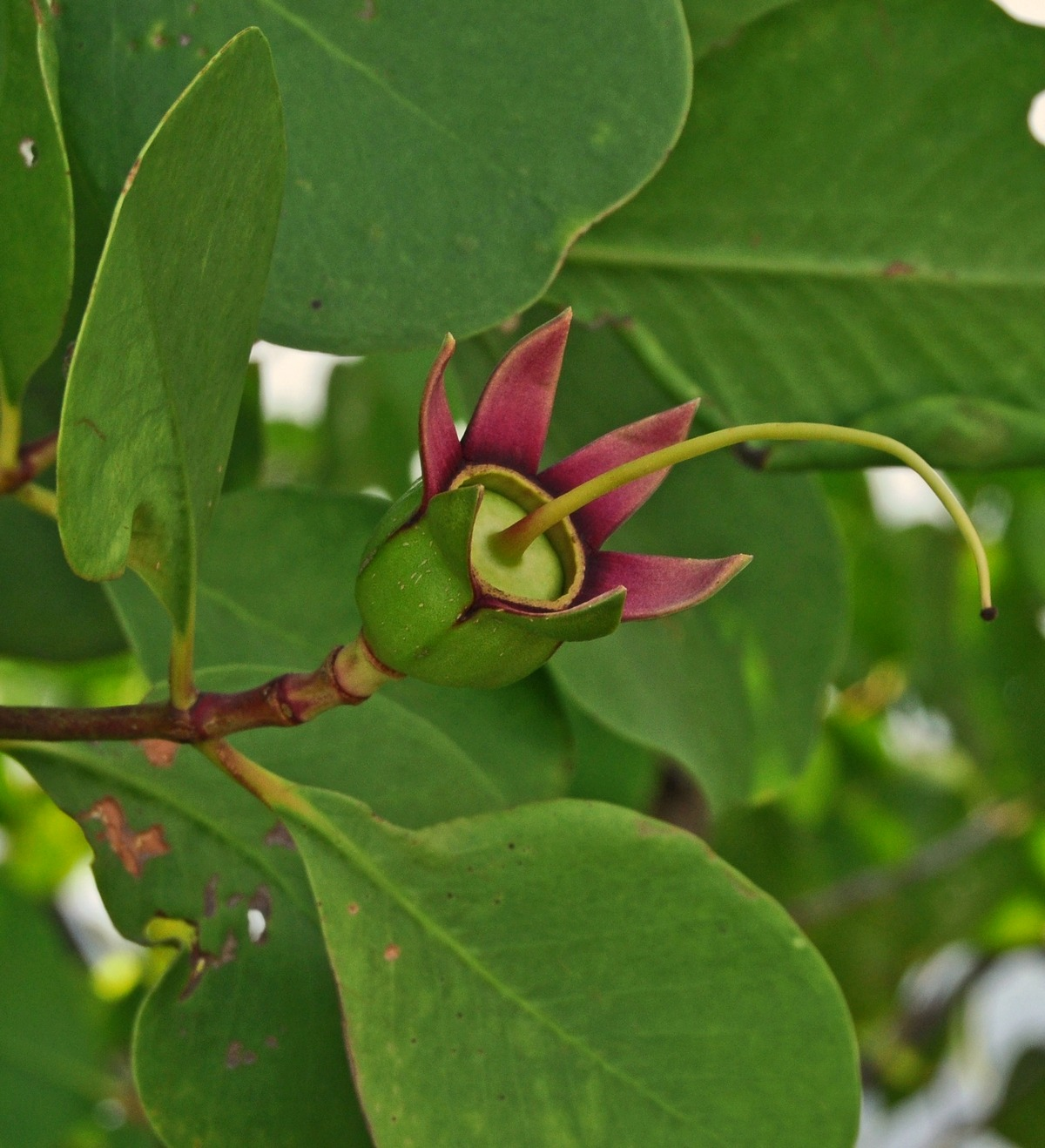